# Noem me maar Conrad
Noem me maar Conrad is een sciencefictionroman van de Amerikaanse schrijver Roger Zelazny. 

## Geschiedenis
Het origineel verscheen onder de titel And call me Conrad, enigszins in verkorte versie (47000 woorden), in twee delen van The Magazine of Fantasy and Science Fiction in oktober en november 1965. Ace Books publiceerde in 1966 de gehele roman (58000 woorden) onder de titel This immortal. Uitgeverij Het Spectrum bracht het in 1970 uit onder catalogusnummer 1412 in de Prisma Pocketsreeks uit in een vertaling van E.Kuiper-de Boer tegen een prijs van NLG 2,50. In 1979 volgde, nadat Zelazny succes kreeg met de Kronieken van Amber een tweede druk in een omslag verzorgd door Hans Pieko, prijs 7,95. In de Verenigde Staten volgden daarna nog diverse heruitgaven, waarbij de tekst nog werd aangepast (volgens Zelazny was de 1966 nog steeds niet compleet).

## Verhaal
Het verhaal speel zich af in de verre toekomst en wordt verteld door de ik-figuur Conrad Nomikos, een Kallikantzaros. De Aarde is na een kernoorlog van drie dagen grotendeels ontvolkt; er zijn nog maar circa vier miljoen inwoners. Onder die inwoners bevinden zich tal van mutanten. Sommige plaatsen zijn onbereikbaar en onbenaderbaar vanwege de radioactieve straling. Wel zijn er nog kleine groepen mensen die overleefden op andere planeten, onder andere in het stelsel rondom Vega. Die hebben ook grote delen van de Aarde in bezit, maar het beschouwen als een soort museum of een plaats waar je kan zien hoe het mis kan gaan. De bewoners van de Aarde proberen de kolonialisten te bewegen terug te keren naar de Aarde (reterrisme). In die situatie komt een ambtenaar van Vega de Aarde te bezoeken hoe het zit met de resterende culturele waarden op Aarde. Dat blijkt niet geheel goed te gaan, zo wordt de piramide van Cheops afgebroken om woningen te kunnen maken van Nieuw-Caïro; het oude Caïro is vanwege de straling onbewoonbaar en er is onvoldoende bouwmateriaal. Conrad gidst de blauwe Vegaan rond over de wereld. Aan het slot blijkt dat het bezoek een andere context krijgt, Vega wil eigenlijk van de Aarde af. Na zijn bezoek is hij overtuigd dat de Aarde beter af is in handen van haar bewoners en maakt Conrad de eigenaar van de planeet.
Zelazny vermengde zoals wel vaker het verhaal met tal van mythologische figuren en mensen met bovennatuurlijke krachten. Zo wordt Conrad ook wel vergeleken met Pan en heet de vrouw van Conrad Cassandra.

## Ontvangst
De ciritici waren niet altijd even positief over de roman; collega-auteur Algis Budrys vond het een belangrijk boek; Doubleday & Company Inc. wilde het niet uitgeven vanwege de flinterdunne plot. De versie in het SF-blad werd in september 1966 samen met Duin van Frank Herbert onderscheiden met een Hugo Award in de categorie Beste roman, waarin ook andere gerenommeerde auteurs als John Brunner (The squares in the city/De stad is een schaakbord) en Robert Heinlein (The moon is a harsh mistress/De maan in opstand) meedongen.      